# Radatice
Radatice (em húngaro: Radácsszentimre) é um município da Eslováquia, situado no distrito de Prešov, na região de Prešov. Tem 19,14 km² de área e sua população em 2018 foi estimada em 801 habitantes.

## Demografia
| Ano:        | 1994 | 2004   | 2014   | 2024   |
| ----------- | ---- | ------ | ------ | ------ |
| Broj ljudi: | 785  | 742    | 783    | 784    |
| Razlika:    |      | -5,47% | +5,52% | +0,12% |

| Ano:               | 2023 | 2024   |
| ------------------ | ---- | ------ |
| Número de pessoas: | 781  | 784    |
| Diferença:         |      | +0,38% |